# Stade Marcel Vignaud
Stade Marcel Vignaud – stadion piłkarski w Avoine, we Francji. Obiekt może pomieścić 350 widzów. Swoje spotkania rozgrywają na nim piłkarze klubu Avoine OCC. Stadion był jedną z aren piłkarskich Mistrzostw Europy U-17 w 2004 roku (rozegrano na nim dwa spotkania fazy grupowej turnieju), a także Mistrzostw Europy kobiet U-19 w 2008 roku (odbyły się na nim również dwa mecze fazy grupowej tych zawodów).